# Haven (Album)
Haven ist das fünfte Album der schwedischen Melodic-Death-Metal-Band Dark Tranquillity. Das Album wurde am 25. Juli 2000 via Century Media veröffentlicht.

## Entstehung
Musikalisch wird die Linie des Vorgängeralbums Projector fortgeführt. Keyboarder Martin Brändström wurde in der Zwischenzeit zum festen Bandmitglied. Anfangs waren die Lieder circa sechs Minuten lang. Die Band nahm immer wieder Veränderungen vor und nahm neue Demos auf. Ursprünglich arbeitete Stanne vielfach mit klarem Gesang. Der Band fiel auf, dass die Lieder dadurch zu relaxt bzw. depressiv klangen.
Aufgenommen wurde das Album zwischen März und April 2000 im Studio Fredman in Göteborg. Produziert wurde das Album von der Band und Frederik Nordström. Nordström übernahm das Abmischen. Das Mastering übernahm Göran Finnberg im „The Mastering Room“. Das Artwork wurde von Niklas Sundin entworfen.

## Hintergrund
Der Albumtitel Haven (engl. für „Zufluchtsort“) bezieht sich laut Sänger Mikael Stanne auf seine Wohnung und den Proberaum. In seiner Wohnung fühlt er sich sicher und geborgen und kann in Ruhe an seinen Texten arbeiten. Im Proberaum kann sich die Band ungestört auf die Musik konzentrieren. Daher enthält das Booklet Bilder aus der Zufluchtsstätte der Band.
Die Texte handeln größtenteils von Stannes persönliche Unzulänglichkeiten. Er drückt dies sehr verschlüsselt aus, da er nicht zu viel von seiner Persönlichkeit preisgeben will.

## Versionen
Das Album erschien auf CD und LP. Die CD-Version enthält neben den elf Titeln den Videoclip zu „UnDo Control“ (vom Vorgängeralbum Projector). Die japanische CD-Version enthält als Bonustitel das Lied „Cornered“.

## Titelliste
| Nr. | Titel                    | Länge | Musik                          | Text   |
| --- | ------------------------ | ----- | ------------------------------ | ------ |
| 1   | The Wonders at Your Feet | 3:00  | Brändström, Jivarp, Henriksson | Stanne |
| 2   | Not Built to Last        | 3:38  | Jivarp, Henriksson, Brändström | Stanne |
| 3   | Indifferent Suns         | 3:35  | Henriksson, Nicklasson         | Stanne |
| 4   | Feast of Burden          | 3:25  | Henriksson, Jivarp             | Stanne |
| 5   | Haven                    | 3:32  | Jivarp, Henriksson             | Stanne |
| 6   | The Same                 | 3:10  | Brändström, Jivarp, Henriksson | Stanne |
| 7   | Fabric                   | 3:56  | Brändström                     | Stanne |
| 8   | Ego Drama                | 4:34  | Jivarp, Henriksson             | Stanne |
| 9   | Rundown                  | 3:53  | Henriksson, Jivarp             | Stanne |
| 10  | Emptier Still            | 3:39  | Henriksson                     | Stanne |
| 11  | At Loss for Words        | 6:44  | Jivarp, Henriksson             | Stanne |